# Sociedade fissão-fusão
Em uma sociedade de fissão-fusão, um grupo pode dispersar (fissão) em pequenos subgrupos ou indivíduos. Por exemplo, um número de machos pode romper com o grupo principal, a fim de caçar ou procurar alimentos durante o dia, mas à noite voltam a juntar-se (fusão), ao grupo.